# 마치미촌
마치미촌(町見村)은 에히메현 니시우와군에 설치된 촌이다. 